# Basilosauridae
Basilosauridae é uma família de cetáceos extintos da subordem Archaeoceti. Habitou os mares tropicais do final do Eoceno.

## Classificação
- Família Basilosauridae Cope, 1868
  - Subfamília BasilosaurinaeCope, 1868
    - Gênero Basilosaurus Harlan, 1834
    - Gênero Basiloterus Gingerich, Arif, Bhatti, Anwar e Sanders, 1997
    - Gênero Gaviacetus Gingerich, Arif e Clye, 1995
    - Gênero Perucetus Amson & Thewissen, 2023

  - Subfamília Dorudontinae Miller, 1923
    - Gênero Dorudon Gibbes, 1845
    - Gênero Zygorhiza True, 1904
    - Gênero Saghacetus Gingerich, 1992
    - Gênero Cynthiacetus Uhen, 2005
    - Gênero Ancalecetus Gingerich e Uhen, 1996
    - Gênero Chrysocetus Uhen e Gingerich, 2001